# Dovrebanen
Dovrebanen er en jernbane fra Eidsvoll over Dombås til Trondheim i Norge. Den færdige strækning blev åbnet 17. september 1921, dog under dramatiske omstændigheder (se Nidareid-ulykken). Dovrebanen er en af de mest trafikerede og lønsomme banestrækninger i NSB's rutenet.
Banen betjenes i sin helhed af NSB's fjerntog mellem Oslo og Trondheim, en strækning, der ofte kaldes for Dovrebanen. Formelt er strækningen mellem Oslo og Etterstad dog en del af Hovedbanen, mens strækningen mellem Etterstad od Eidsvoll hedder Gardermobanen.

## Historie
Allerede ved anlægsstart for Hovedbanen blev der i et læserbrev i Morgenbladet lagt et forslag frem om at føre jernbanen videre gennem Gudbrandsdalen og over Dovre til Trondheim. Dette blev hurtigt forkastet som helt utænkeligt. Ved planlægningen af stambanen mellem syd og nord blev forslaget igen taget op, men også denne gang afvist som galskab.
Dovrebanen blev vedtaget bygget af Stortinget med 64 mod 58 stemmer den 9. juli 1908. I den foregående diskussion havde en omlægning af rørosbanen været på bordet, men blev forkastet til fordel for en fuld opgradering af Trondhjem-Størenbanen.